# La Tardière
La Tardière is een plaats en voormalige gemeente in het Franse departement Vendée in de regio Pays de la Loire en telt 1189 inwoners (2004). De plaats maakt deel uit van het arrondissement Fontenay-le-Comte.

## Geschiedenis
La Tardière is op 1 januari 2023 gefuseerd met de gemeenten Breuil-Barret en La Chapelle-aux-Lys tot de commune nouvelle Terval.

## Geografie
De oppervlakte van La Tardière bedraagt 20,5 km², de bevolkingsdichtheid is 58,0 inwoners per km².
De onderstaande kaart toont de ligging van La Tardière met de belangrijkste infrastructuur en aangrenzende gemeenten.

## Demografie
Onderstaande figuur toont het verloop van het inwonertal.
Breuil-Barret · La Chapelle-aux-Lys · La Tardière